# Estefânia de Milly
Estefânia de Milly (em francês:  Étiennette de Milly; c.1145/1155- c.1197) foi senhora do estado cruzado de Transjordânia e uma mulher influente no Reino de Jerusalém devido aos territórios que controlava e aos casamentos que consumou. Foi esposa de Onofre III de Toron, Miles de Plancy e Reinaldo de Châtillon, concedendo o senhorio jure uxoris a cada um dos seus esposos.

## Biografia
Era a filha mais jovem de Filipe de Milly, senhor de Nablus e sétimo Grão-mestre dos Cavaleiros Templários, e de Isabel da Transjordânia, herdeira de Maurício da Transjordânia. Em 1163 casou-se com Onofre III de Toron, que morreria em 1173. Deste casamento nasceriam Onofre IV de Toron e Isabel, casada com o rei Ruben III da Arménia. Ainda em 1173 casou-se com Miles dePlancy, senhor de Transjordânia, assassinado em 1174.

Mapa político do Próximo Oriente em 1165; o Senhorio da Transjordânia era a região do Reino de Jerusalém a leste do rio Jordão

Em 1175 casou-se pela terceira vez com Reinaldo de Châtillon, anterior príncipe-consorte de Antioquia, recentemente libertado do cativeiro em Alepo. Deste casamento nasceriam Reinaldo, que morreu jovem, e Alice, casada com Azão VI de Este. Foi usando os domínios de Estefânia que Reinaldo atacou as caravanas muçulmanas que passavam por Queraque, eventualmente desencadeando o ataque de Saladino que levaria à batalha de Hatim, e em 1183 chegaria a ameaçar Meca.
Em 1180 o rei Balduíno IV de Jerusalém negociou o noivado da sua meia-irmã Isabel com o filho de Estefânia, Onofre IV, cujo casamento teve lugar em Queraque em 1183. A cerimónia seria interrompida por um cerco de Saladino à fortaleza, em retaliação aos ataques de Reinaldo. Segundo a crónica de Ernoul, Estefânia teria enviado mensageiros ao sultão para o lembrar da sua amizade durante o período em que este fora enviado com refém para Queraque. No entanto, esta informação parece ser fictícia ou de qualquer modo errónea, uma vez que mais nenhuma fonte refere Saladino ter sido feito refém em Queraque. O aiúbida concordou em não atacar o quarto dos noivos mas não levantou o cerco, acabando por ser forçado a retirar perante as forças do Reino de Jerusalém.
Na continuação da Historia de Guilherme de Tiro, os cronistas afirmaram que Estefânia odiava Maria Comnena, a mãe da sua nora, impedindo qualquer contacto entre as duas. Esta atitude poderia ter motivações políticas, uma vez que o rei Balduíno tinha combinado o casamento para remover a criança de 8 anos de idade da esfera de influência dos Ibelin, a família do seu padrasto.
Reinaldo de Châtillon morreu em 1187 na sequência da batalha de Hatim, na qual Onofre IV de Toron foi aprisionado. Saladino concordou em libertar o filho de Estefânia em troca das fortalezas de Queraque e Montreal; mas com a recusa de rendição destas, a sua senhora teria devolvido o filho ao cativeiro muçulmano, provocando a piedade do aiúbida, que o libertou. Pouco depois a Transjordânia seria definitivamente conquistado por Saladino. Aquando da sua morte, seria a sua filha Isabel que herdaria os seus títulos, uma vez que Onofre IV já tinha falecido.

## Prima homónima
Uma prima de Estefânia, filha de Henrique de Milly, senhor de Nablus, também se chamou Estefânia de Milly. Do seu casamento com Guilherme Dorel, senhor de Batroun, teve uma filha chamada Cecília ou Lúcia. Casou-se em segundas núpcias com Hugo III Embriaco (da família de Guilherme Embriaco), senhor de Gibelet a cerca de 1179, enviuvando deste em 1196. No ano seguinte acompanhou um exército para recuperar Gibelet, conquistada pelos muçulmanos, subornando um guarda para abrir a cidade aos cristãos. Terá morrido pouco depois deste incidente. Do seu casamento com Hugo nasceram Plaisance Embriaco (m.1217), casada com Boemundo IV de Antioquia, e Guido I Embriaco, sucessor do pai nos seus feudos.